# Teliana Pereira
Teliana Santos Pereira (Santana do Ipanema, 20 luglio 1988) è un'ex tennista brasiliana.

## Carriera

### Junior
Nativa del Pernambuco, Teliana Pereira ha iniziato a giocare a tennis all'età di 9 anni. A livello giovanile, ha vinto varie competizioni sia in singolare che in doppio. Nel 2003 s'impose al XIX Bahia Open e giunse in semifinale al Londrina Juniors Cup. L'anno seguente si spinse in semifinale al Pony Malta Cup, al 26th International Junior Tournament Chile e all'Uruguay Bowl. Tra il 2005 e il 2006, arrivò in finale alla Copa Gatorade in doppio, mentre conquistò il Barranquilla Junior Tennis Tournament Country Club 2006 in singolare e la Copa Graiman in doppio; al Torneo Internacional Inka Bowl si impose in entrambe le competizioni, inoltre al 26th Asuncion Bowl vinse in singolare e in doppio conquistò il Tournoi International Juniors de Beaulieu sur Mer. Arrivò ad essere la 12ª nel ranking junior.

### Professionismo
Iniziò a giocare tornei ITF da giovanissima. All'età di 18 anni cominciò a vincere i suoi primi tornei da 10 000 $, mentre il primo torneo da 25 000 $ lo vinse nel 2007. Nel febbraio del 2013, arriva la sua prima soddisfazione nel circuito WTA, dove riesce a qualificarsi per la Copa Colsanitas 2013 e battendo nel main draw avversarie come Yvonne Meusburger al primo turno, la testa di serie numero 2 e 36ª al mondo Alizé Cornet al secondo turno e Mandy Minella nei quarti. Alla sua prima semifinale WTA, cede all'argentina Paula Ormaechea che perderà in finale da Jelena Janković. La settimana precedente, aveva raggiunto i quarti alla Copa Bionaire 2013 perdendo da Lara Arruabarrena Vecino. Alla WTA Brasil Tennis Cup 2013, perde al primo turno contro la tedesca Tatjana Maria. Alla Family Circle Cup 2013, si qualifica per il tabellone principale dove cede alla svizzera Stefanie Vögele. Alla Nürnberger Versicherungscup 2013, esce di scena al primo turno per mano della spagnola María Teresa Torró Flor.
Teliana ha vinto 18 titoli ITF in singolare e 10 in doppio. In Fed Cup ha giocato un totale di 20 partite, 10 in singolare e 10 in doppio, con un bilancio di 16 vittorie e 4 sconfitte.
Il 29 luglio 2013 è entrata per la prima volta in carriera nelle prime 100, posizionandosi proprio alla centesima piazza.
Agli Internazionali Femminili di Palermo 2013 perde al primo turno contro la tennista italiana Karin Knapp. Allo Swedish Open 2013 batte al primo turno la tedesca Dinah Pfizenmaier, mentre al secondo cede alla specialista Lourdes Domínguez Lino.
Nel 2015 ottiene la prima vittoria in un torneo WTA della carriera a Bogotà dove sconfigge, in finale, la kazaka Jaroslava Švedova per 7–6(2) 6-1.
Nell'agosto 2015 vince il secondo torneo WTA della carriera a Florianopolis, nella terra natia, quando batte in finale la tedesca Annika Beck, 6-4 4-6 6-1.
Nel settembre 2020, la Pereira ha annunciato il suo ritiro nel tennis professionistico all'età di 32 anni, dichiarando di aver perso interesse nell'allennarsi e nel viaggiare, dicendo comunque di essere soddisfatta di come sia andata la sua intera carriera, conquistando ben due titoli WTA e superando sempre le sue aspettative. Da quel momento è diventata commentatrice di tennis per ESPN Brasile e dirige un'accademia a Campo Largo, nello stato del Paraná.

## Statistiche WTA

### Singolare

#### Vittorie (2)
| Legenda               |
| --------------------- |
| Grande Slam (0)       |
| Ori Olimpici (0)      |
| WTA Finals (0)        |
| Premier Mandatory (0) |
| Premier 5 (0)         |
| Premier (0)           |
| International (2)     |

| N. | Data           | Torneo                               | Superficie  | Avversaria in finale | Punteggio     |
| 1. | 19 aprile 2015 | Copa Colsanitas, Bogotà              | Terra rossa | Jaroslava Švedova    | 7-6(2), 6-1   |
| 2. | 1º agosto 2015 | WTA Brasil Tennis Cup, Florianópolis | Terra rossa | Annika Beck          | 6-4, 4-6, 6-1 |

## Circuito WTA 125

### Doppio

#### Sconfitte (1)
| N. | Data             | Torneo              | Superficie  | Compagna           | Avversarie in finale                  | Score            |
| 1. | 17 febbraio 2013 | Copa Bionaire, Cali | Terra rossa | Florencia Molinero | Catalina Castaño Mariana Duque Mariño | 6-3, 1-6, [5-10] |

## Statistiche ITF

### Singolare

#### Vittorie (22)
| Torneo $100.000 (0) |
| Torneo $80.000 (0)  |
| Torneo $75.000 (0)  |
| Torneo $60.000 (0)  |
| Torneo $50.000 (1)  |
| Torneo $25.000 (11) |
| Torneo $15.000 (0)  |
| Torneo $10.000 (10) |

| N.  | Data              | Torneo                                                      | Superficie      | Avversaria in finale    | Score               |
| 1.  | 8 ottobre 2006    | ITF Women's Circuit Tucuman, Tucuman                        | Terra rossa     | Vivian Segnini          | 6-2, 6-1            |
| 2.  | 22 ottobre 2006   | ITF Women's Circuit Santiago, Santiago                      | Terra rossa     | Mailen Auroux           | 4-6, 6-2, 6-3       |
| 3.  | 12 novembre 2006  | ITF Women's Circuit Itajai, Itajaí                          | Terra rossa     | Veronica Spiegal        | 4-6, 6-1, 6-1       |
| 4.  | 18 marzo 2007     | ITF Women's Circuit Athens, Atene                           | Terra rossa     | Violette Huck           | 6-2, 6-1            |
| 5.  | 25 marzo 2007     | Internationaux Féminins d'Amiens, Amiens                    | Terra rossa (i) | Audrey Bergot           | 7-5, 3-6, 6-1       |
| 6.  | 31 marzo 2007     | Memorial Michele La Donna, Foggia                           | Terra rossa     | Rebeca Bou-Nogueiro     | 6-4, 6-3            |
| 7.  | 5 agosto 2007     | Torneio Internacional de Campos do Jordão, Campos do Jordão | Cemento         | Maria Fernanda Alves    | 6-4, 6-2            |
| 8.  | 19 agosto 2007    | ITF Women's Circuit Bogotá, Bogotà                          | Terra rossa     | Frederica Piedade       | 7-6(2), 6-2         |
| 9.  | 6 dicembre 2008   | ITF Women's Circuit Buenos Aires, Buenos Aires              | Terra rossa     | Emilia Yorio            | 6-2, 6-1            |
| 10. | 2 ottobre 2010    | NCC Fututre Feminino, Arujá                                 | Terra rossa     | Vanesa Furlanetto       | 4-6, 6-4, 6-1       |
| 11. | 10 ottobre 2010   | Londrina Tennis Cup, Londrina                               | Terra rossa     | Verónica Cepede Royg    | 6-4, 6-0            |
| 12. | 20 marzo 2011     | Abierto La Asuncion Femenil ITF, Metepec                    | Cemento         | Amanda Fink             | 6-4, 6-4            |
| 13. | 3 luglio 2011     | Open GDF SUEZ de la Porte du Hainaut, Denain                | Terra rossa     | Valentina Ivachnenko    | 6-4, 6-3            |
| 14. | 12 maggio 2012    | ITF Women's Circuit Rosario, Rosario                        | Terra rossa     | Mailen Auroux           | 7-5, 7-6(5)         |
| 15. | 20 ottobre 2012   | Internacionales de Andalucìa Femeninos, Siviglia            | Terra rossa     | Estrella Cabeza Candela | 3-6, 7-6(3), 7-6(5) |
| 16. | 4 novembre 2012   | Torneo Tenis Club Argentino, Buenos Aires                   | Terra rossa     | Samantha Murray         | 6-1, 6-2            |
| 17. | 30 giugno 2013    | Open GDF SUEZ du Périgord, Périgueux                        | Terra rossa     | Daniela Seguel          | 6-1, 6-4            |
| 18. | 7 luglio 2013     | Open GDF SUEZ de la Porte du Hainaut, Denain                | Terra rossa     | Alberta Brianti         | 6-4, 7-5            |
| 19. | 15 settembre 2013 | Open Krys de Mont-de-Marsan, Mont-de-Marsan                 | Terra rossa     | Pauline Parmentier      | 6-1, 6-4            |
| 20. | 22 settembre 2013 | Open Emeraude Solaire de Saint-Malo, Saint-Malo             | Terra rossa     | Pauline Parmentier      | 6-2, 6-1            |
| 21. | 29 settembre 2013 | Internacionales de Andalucìa Femeninos, Siviglia            | Terra rossa     | Florencia Molinero      | 7-6(5), 6-3         |
| 22. | 6 aprile 2015     | Seguros Bolivar Open Medellin, Medellín                     | Terra rossa     | Verónica Cepede Royg    | 7-6(6), 6-1         |

#### Sconfitte (9)
| Torneo $100.000 (1) |
| Torneo $80.000 (0)  |
| Torneo $75.000 (0)  |
| Torneo $60.000 (0)  |
| Torneo $50.000 (0)  |
| Torneo $25.000 (5)  |
| Torneo $15.000 (0)  |
| Torneo $10.000 (3)  |

| N. | Data              | Torneo                                       | Superficie  | Avversaria in finale | Score            |
| 1. | 15 ottobre 2006   | ITF Women's Circuit Cordoba, Córdoba         | Terra rossa | Vanesa Furlanetto    | 6-1, 1-6, 5-7    |
| 2. | 26 novembre 2006  | ITF Women's Circuit Cordoba, Córdoba         | Terra rossa | Yanina Wickmayer     | 1-6, 7-6(4), 0-6 |
| 3. | 28 maggio 2007    | ITF Ladies Future Vienna, Vienna             | Terra rossa | Darija Jurak         | 1-6, 6-1, 2-6    |
| 4. | 29 aprile 2012    | ITF Women's Circuit Caracas, Caracas         | Cemento     | Adriana Pérez        | 1-6, 1-6         |
| 5. | 3 giugno 2012     | Infond Open, Maribor                         | Terra rossa | Anna-Lena Friedsam   | 6-2, 6(1)-7, 2-6 |
| 6. | 16 settembre 2012 | Open Krys de Mont-de-Marsan, Mont-de-Marsan  | Terra rossa | Timea Bacsinszky     | 2-6, 6-3, 2-6    |
| 7. | 12 luglio 2014    | Open GDF SUEZ de Biarritz, Biarritz          | Terra rossa | Kaia Kanepi          | 2-6, 4-6         |
| 8. | 7 settembre 2014  | TEAN International, Alphen aan den Rijn      | Terra rossa | Denisa Allertová     | 3-6, rit.        |
| 9. | 6 ottobre 2019    | Forte Village International Tournament, Pula | Terra rossa | Tena Lukas           | 4-6, 3-6         |

### Doppio

#### Vittorie (10)
| Torneo $100.000 (0) |
| Torneo $80.000 (0)  |
| Torneo $75.000 (0)  |
| Torneo $60.000 (0)  |
| Torneo $50.000 (0)  |
| Torneo $25.000 (3)  |
| Torneo $15.000 (0)  |
| Torneo $10.000 (7)  |

| N.  | Data             | Torneo                                         | Superficie      | Compagna              | Avversarie in finale                   | Score            |
| 1.  | 12 novembre 2006 | ITF Women's Circuit Itajai, Itajaí             | Terra rossa     | Yanina Wickmayer      | Fernanda Hermenegildo Monika Kochanova | 6-3, 6-3         |
| 2.  | 26 novembre 2006 | ITF Women's Circuit Cordoba, Córdoba           | Terra rossa     | Yanina Wickmayer      | Florencia Molinero Veronica Spiegel    | 7-5, 6-4         |
| 3.  | 25 marzo 2007    | Internationaux Féminins d'Amiens, Amiens       | Terra rossa (i) | Marcella Koek         | Monika Krauze Anna Savitskaya          | 6-1, 6-0         |
| 4.  | 27 marzo 2007    | ITF Ladies Future Vienna, Vienna               | Terra rossa     | Nikola Hofmanová      | Katarina Poljakova Zuzana Zlochová     | 7-6(1), 6-3      |
| 5.  | 25 novembre 2007 | Beloura Ladies Open, Beloura-Sintra            | Terra rossa     | Nicole Clerico        | Joana Cortez Roxane Vaisemberg         | 6-4, 6-2         |
| 6.  | 30 novembre 2008 | ITF Women's Circuit Buenos Aires, Buenos Aires | Terra rossa     | Fernanda Hermenegildo | Tatiana Búa María Irigoyen             | 6-3, 6-2         |
| 7.  | 2 febbraio 2011  | Open GDF SUEZ de la Porte du Hainaut, Denain   | Terra rossa     | Verónica Cepede Royg  | Celine Ghesquiere Elixane Lechemia     | 6-1, 6-1         |
| 8.  | 31 luglio 2011   | Torneio de Campos do Jordão, Campos do Jordão  | Cemento         | Fernanda Hermenegildo | Maria Fernanda Alves Roxane Vaisemberg | 3-6, 7-6(5), 6-4 |
| 9.  | 15 aprile 2012   | Internazionali Femminili di Pomezia, Pomezia   | Terra rossa     | Bianca Botto          | Benedetta Davato Anne Schäfer          | 7-6(3), 6-2      |
| 10. | 13 maggio 2012   | ITF Women's Circuit Rosario, Rosario           | Terra rossa     | Nicole Rottmann       | Verónica Cepede Royg Luciana Sarmenti  | 6-2, 7-5         |

#### Sconfitte (12)
| Torneo $100.000 (2) |
| Torneo $80.000 (0)  |
| Torneo $75.000 (0)  |
| Torneo $60.000 (0)  |
| Torneo $50.000 (0)  |
| Torneo $25.000 (9)  |
| Torneo $15.000 (0)  |
| Torneo $10.000 (1)  |

| No. | Data              | Torneo                                                          | Superficie  | Compagna               | Avversarie in finale                     | Score               |
| 1.  | 9 luglio 2007     | Open Krys de Mont-de-Marsan, Mont-de-Marsan                     | Terra rossa | Joana Cortez           | Nina Bratčikova Neuza Silva              | 3-6, 6(3)-7         |
| 2.  | 19 agosto 2007    | ITF Women's Circuit Bogotá, Bogotà                              | Terra rossa | Ana Clara Duarte       | Joana Cortez Roxane Vaisemberg           | 7-5, 4-6, 4-6       |
| 3.  | 16 settembre 2007 | Sofia Open, Sofia                                               | Terra rossa | Joana Cortez           | Mihaela Buzărnescu Magdalena Kiszczynska | 4-6, 7-6(7), [4-10] |
| 4.  | 11 novembre 2007  | Jounieh Open, Jounieh                                           | Terra rossa | Nicole Clerico         | Olga Brozda Marija Kondrat'eva           | 3-6, 1-6            |
| 5.  | 27 marzo 2011     | Internacional Femenil Poza Rica, Poza Rica                      | Cemento     | Fernanda Hermenegildo  | Macall Harkins Nicole Rottmann           | 2-6, 4-6            |
| 6.  | 11 dicembre 2011  | Torneo Tenis Club Argentino, Buenos Aires                       | Terra rossa | Vivian Segnini         | Mailen Auroux María Irigoyen             | 1-6, 3-6            |
| 7.  | 10 giugno 2012    | Smart Card Open Monet+, Zlín                                    | Terra rossa | Verónica Cepede Royg   | Elica Kostova Jasmina Tinjic             | 6-4, 1-6, [8-10]    |
| 8.  | 16 settembre 2012 | Open Krys de Mont-de-Marsan, Mont-de-Marsan                     | Terra rossa | Aleksandrina Najdenova | Timea Bacsinszky Mihaela Buzărnescu      | 4-6, 1-6            |
| 9.  | 23 settembre 2012 | Open Emeraude Solaire de Saint-Malo, Saint-Malo                 | Terra rossa | Aleksandrina Najdenova | Pemra Özgen Al'ona Sotnikova             | 4-6, 6(6)-7         |
| 10. | 21 ottobre 2012   | Internacionales de Andalucìa Femeninos, Siviglia                | Terra rossa | Aleksandrina Najdenova | Paula Kania Katarzyna Piter              | 7-5, 4-6, [6-10]    |
| 11. | 11 maggio 2013    | Open GDF SUEZ de Cagnes-sur-Mer Alpes-Maritimes, Cagnes-sur-Mer | Terra rossa | Catalina Castaño       | Vania King Arantxa Rus                   | 6-4, 5-7, [8-10]    |
| 12. | 12 luglio 2014    | Open GDF SUEZ de Biarritz, Biarritz                             | Terra rossa | Lourdes Domínguez Lino | Florencia Molinero Stephanie Vogt        | 2-6, 2-6            |

## Risultati in progressione
| Sigla | Risultato               |
| ----- | ----------------------- |
| V     | Vincitore               |
| F     | Finalista               |
| SF    | Semifinalista           |
| O     | Oro olimpico            |
| A     | Argento olimpico        |
| SF    | Bronzo olimpico         |
| QF    | Quarti di Finale        |
| 4T    | Quarto turno            |
| 3T    | Terzo turno             |
| 2T    | Secondo turno           |
| 1T    | Primo turno             |
| RR    | Round Robin             |
| LQ    | Turno di qualificazione |
| A     | Assente                 |
| ND    | Non disputato           |

| Legenda superfici    |
| -------------------- |
| Cemento              |
| Terra battuta        |
| Erba                 |
| Superficie variabile |

### Singolare nei tornei del Grande Slam
| Torneo          | 2014 | 2015 | V--S |
| --------------- | ---- | ---- | ---- |
| Australian Open | 1T   | Q2   | 0-1  |
| Open di Francia | 2T   |      | 1-1  |
| Wimbledon       | 1T   |      | 0-1  |
| US Open         | 1T   |      | 0-1  |
| Totale          | 1-4  | 0-0  | 1-4  |

### Doppio nei tornei del Grande Slam
| Torneo          | 2014 | 2015 | V--S |
| --------------- | ---- | ---- | ---- |
| Australian Open | 1T   | A    | 0-1  |
| Open di Francia | A    |      | 0-0  |
| Wimbledon       | A    |      | 0-0  |
| US Open         | A    |      | 0-0  |
| Totale          | 0-1  | 0-0  | 0-1  |

### Doppio misto nei tornei del Grande Slam
Nessuna partecipazione